# Sarmat (Schiff)

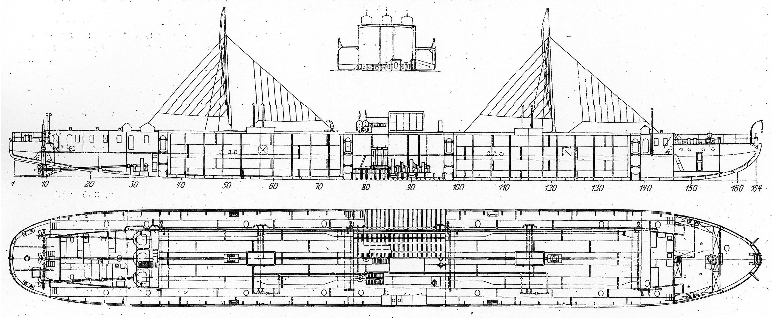
Tankschiff Vandal der Gebr. Nobel mit der dieselelektrischen Antriebsanlage

Schematische Darstellung der dieselelektrischen Antriebsanlage der Vandal (oben) und nach dem System del Proposto der Sarmat (unten)

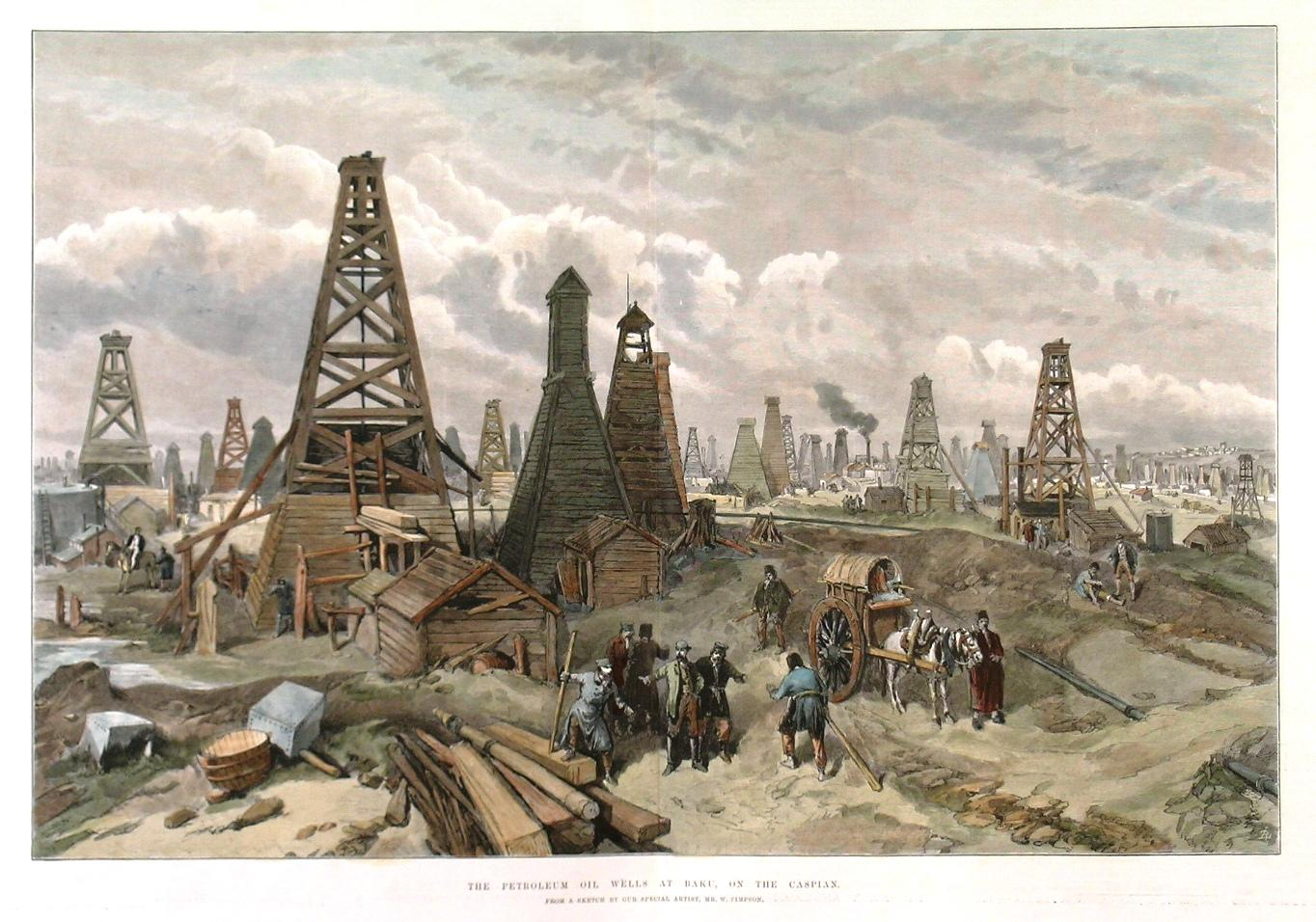
Pionierzeit der Ölsuche- und förderung 1886

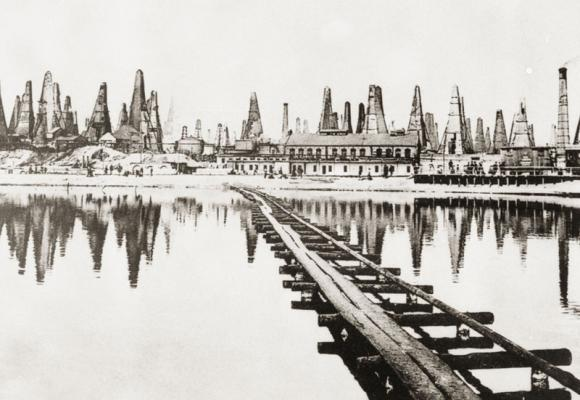
Ölsuche- und förderung in Baku um 1900

Das Motorschiff Sarmat (andere Schreibweise auch Ssarmat) wurde 1904/05 in Russland für die Gebrüder Nobel, St. Petersburg gebaut. Es ist eines der weltweit ersten Schiffe mit Dieselmotor. Der Propeller ließ sich mit Anwendung des "del Proposto-System" umsteuern.

## Geschichte
Zum Einsatz des von Rudolf Diesel erfundenen und mit Unterstützung von MAN und Krupp praktisch einsetzbaren Dieselmotors auf Schiffen wurde eine Umsteuerung benötigt, um das Schiff zu stoppen und um rückwärts fahren zu können. Da es die heutige motorinterne mechanische Umsteuerung noch nicht gab, wurden motorexterne Systeme angewendet.

## Technik
Kurz nach der Jahrhundertwende befanden sich Schiffsdieselmotoren – seinerzeit Ölmotoren genannt – in einer Pionierphase und begannen erst, sich in der Schifffahrt gegen die Dampfmaschine und die Dampfturbine durchzusetzen. Die Kohle für Dampfschiffe war billig und in allen Häfen verfügbar. Der Dieseltreibstoff, seinerzeit im Gegensatz zu Benzin Schweröl genannt, war teurer und in den Häfen nicht immer verfügbar. Die Familie Nobel als Besitzer der seinerzeit bedeutenden Ölquellen in Baku und Erfinder der modernen Erdölraffinerie wollten ihre Naphthatanker mit eigenem Treibstoff statt mit Kohle betreiben. Deswegen erwarb Emanuel Nobel bereits 1898 von R. Diesel die Patente für die Herstellung und den Vertrieb von Dieselmotoren in Russland.

### Dieselelektrischer Antrieb der Vandal
Das dieselelektrische System wurde beim Bau des Schwesterschiffes, der Vandal, 1902/03 erfolgreich angewendet. Der Tanker gehörte ebenfalls den Gebrüdern Nobel, St. Petersburg. Die drei Dieselmotoren (120 PS) und Generatoren befanden sich im Mittelschiff, die elektrischen Propellermotoren im Hinterschiff. Die elektrische Leistung wurde mit Kabel übertragen. Diese Anordnung hatte den Nachteil der dreifachen Energiewandlung, bis die Antriebsleistung beim Propeller ankam.
- 1. Brennstoff in mechanische Energie (Dieselmotor, Wirkungsgrad etwa 35 %)
- 2. mechanische Energie in elektrische Energie (Generator, Wirkungsgrad etwa 85 %)
- 3. elektrische Energie in mechanische Energie (E-Motor zum Propellerantrieb, Wirkungsgrad etwa 85 %)

Als spezifischer Brennstoffverbrauch der dieselelektrischen Antriebsanlage dieser Pionierphase wurden 265 Gramm pro PS-Stunde angegeben.

### Antrieb derSarmatnach dem Prinzip „del Proposto“
Die inzwischen mit Unterstützung von Hans Flasche, (Schwager von R. Diesel) der von 1901 bis 1914 in St. Petersburg arbeitete, verbesserten Motoren der E-Serie stammten von der Maschinenfabrik "Ludvig Nobel" in St. Petersburg. Die Vierzylinder Motoren für die Sarmat mit 320 mm Zylinderdurchmesser und 420 mm Hub hatten eine Nennleistung von 180 PS (132 kW) bei 260/min. Somit entsprach die Gesamtleistung
von 360 PS der Sarmat der Gesamtleistung des Schwesterschiffes Vandal (3 × 120 PS).
Der hohe spezifische Verbrauch der Vandal führte dazu, dass 1904 auf der Sarmat nicht das dieselelektrische Prinzip, sondern das System von del Proposto angewendet wurde. Hier befand sich die gesamte Antriebsanlage im Hinterschiff. Die zwei Dieselmotoren und die zwei Generatoren und elektrischen Fahrmotoren (E-Motoren) befanden sich auf je einer Welle mit einer trennbaren Kupplung. Die Kupplungen befanden sich zwischen Generatoren und E-Motoren. Die Generatoren und die E-Motoren waren elektrisch miteinander verbunden, konnten aber jeweils über einen Schalter getrennt werden.
Im normalen Fahrbetrieb (Voraus) war der Schalter geöffnet und die schaltbaren Kupplungen geschlossen. Die Dieselmotoren trieben die Propeller mechanisch an, die Generatoren und E-Motoren liefen leer mit. Sollte Rückwärts gefahren werden, wurden die schaltbaren Kupplungen in den Wellen geöffnet und die Schalter zwischen Generatoren und E-Motoren geschlossen. Damit wurden die Wirkungsgrade der E-Maschinen nur bei der Rückwärtsfahrt wirksam, und der Gesamtwirkungsgrad im Vergleich zur Vandal bei Vorwärtsfahrt deutlich erhöht. In den nächsten Jahren wurden die neuen Schiffe der Ölgesellschaft Branobel, vorwiegend Tanker, mit dem Antriebssystem nach del Proposto ausgerüstet. Als spezifischer Brennstoffverbrauch der Antriebsanlage der Sarmat nach del Proposto wurden 180 Gramm pro PS-Stunde angegeben.